# Hassane Bandé
Boureima Hassane Bandé, né le 30 octobre 1998 à Ouagadougou, est un footballeur international burkinabé qui évolue au poste d'attaquant au HJK Helsinki.

## Biographie

### Carrière en club

#### Malines (2017-2018)
Bandé fait ses débuts professionnels pour l'équipe de Malines lors d'une défaite 2 à 1 en première division de Belgique face au Royal Antwerp FC, le 19 août 2017. Lors de cette rencontre, il marque le seul but de son équipe, en étant ensuite remplacé en fin de match. Bandé devient par la suite titulaire avec l'équipe première, inscrivant neuf buts en quinze matchs.
Face à l'intérêt grandissant de nombreux clubs, notamment Manchester United et Arsenal FC, Bandé accepte le 4 décembre 2017 de rejoindre l'Ajax à l'issue de la saison 2017-18, pour un montant de 9,5 millions d'euros. Il termine la saison avec vingt-sept apparitions et douze buts, pourtant Malines se classe au dernier rang de la première division belge, et se voit relégué à l'échelon inférieur.

#### Ajax (2018-2022)
Le 4 décembre 2017, Bandé signe en faveur de l'Ajax, dans le cadre d'un contrat lui permettant de quitter Malines à l'issue de la saison 2017-2018.
Il ne glane toutefois aucun temps de jeu avec l'Ajax lors de la première saison, ayant souffert d'une grave blessure l'ayant gardé hors des terrains.
Après deux prêts en Suisse et en Croatie, Bandé quitte le club néerlandais.

#### Amiens SC (2022-2023)
Le 24 août 2022, Hassane Bandé signe en deuxième division française à Amiens. Il peine à s'imposer et ne débute que rarement des rencontres, malgré quelques entrées régulières en cours de match.
HJK Helsinki (2023-2025)
Hassane Bandé rejoint le HJK Helsinki le 11 août 2023. Son contrat expire le 30 juin 2025. En 2024 à l'âge de 25 ans, le joueur a disputé 21 matchs, marqué 3 buts et délivré une passe décisive en championnat Finlandais.

### Carrière internationale
Bandé fait ses débuts en faveur de l'équipe nationale du Burkina Faso le 14 novembre 2017, lors d'une victoire contre le Cap-Vert, à l'occasion des éliminatoires de la Coupe du monde 2018.
Il découvre sa première compétition internationale lors de la Coupe d'Afrique des nations 2021 où les étalons finirent quatrième.
Le 20 décembre 2023, il est retenu dans la liste des vingt-sept joueurs burkinabés sélectionnés par Hubert Velud pour disputer la Coupe d'Afrique des nations 2023.